# Azadistan
Avril 1920 – 13 septembre 1920
Entités précédentes :
- Sublime État de Perse

Entités suivantes :
- Sublime État de Perse

L'Azadistan (en persan : آزادستان, « Le Pays de la Liberté »), était un État éphémère situé sur le territoire de l'Azerbaïdjan iranien, qui a existé d'avril à septembre 1920. Il a été fondé par Mohammad Khiabani, un patriote iranien, membre du parlement, et notoirement opposé aux ingérences coloniales de l'Union soviétique et de l'Empire britannique. Khiabani et ses partisans ont choisi le nom d'« Azadistan » comme un geste de protestation à l'endroit de la république démocratique d'Azerbaïdjan, qui utilisait ce nom d'« Azerbaïdjan » autrefois réservé à la province perse éponyme. Ce nom devait aussi servir de modèle de liberté et d'indépendance pour le reste de l'Iran.
Peu de temps après la révolution russe de 1917, Khiabani rétablit le Parti démocrate de Tabriz qui avait été interdit pendant cinq ans, et fait publier le journal Tajaddod, l'organe officiel du parti.
Après la fin de la Première Guerre mondiale, en signe de protestation contre le traité de 1919 entre la Perse et le Royaume-Uni, qui transférait exclusivement aux Britanniques le droit de décider de toutes les affaires militaires, financières et douanières de la Perse, Khiabani disputa le contrôle de Tabriz au gouvernement central de Vosough od-Dowleh à Téhéran et, en 1920, il proclama que l'Azerbaïdjan serait désormais l'Azadistan, qui fournirait un modèle de liberté et de gouvernance démocratique au reste de l'Iran. Il ne se considérait pas comme un séparatiste mais comme un nationaliste iranien. Après la prise du poste de police, Khiabani publie une déclaration au nom du conseil d'administration du Parti démocrate en persan et en français indiquant que le plan de Khiabani était d'établir l'ordre public et d'exécuter la constitution de l'Iran.
Le mouvement de Khiabani est réprimé militairement le 4 septembre 1920. Après la chute du premier ministre Vosough od-Dowleh, le nouveau premier ministre a envoyé Mehdi Qoli Hedayat à Tabriz, lui donnant les pleins pouvoirs. Khiabani est tué à la fin de l'été 1920 et l'Azadistan est dissous.